# 中之条町
中之条町（なかのじょうまち）は、群馬県北西部、吾妻郡にある町。吾妻郡の観光の中心地。郡内で最多の人口を有する。

## 地理
1,000 mを超える山々が広く分布し、山地が広い面積を占める。
四万川が町の東部を北から南に流れ、吾妻川に合流する。吾妻川は南部を西から東へ流れている。
中之条の市街地は吾妻川北側（左岸）の河岸段丘に形成されている。
- 河川：吾妻川、四万川、白砂川
- 湖沼：四万湖、奥四万湖、野反湖
- ダム：四万川ダム、中之条ダム、野反ダム

### 気候
太平洋側気候と中央高地式気候の特徴を併せ持つ。ケッペンの気候区分では温暖湿潤気候に分類されるが、夏季に比べ冬季の降水量は非常に少なく乾燥する。
| 中之条(1991-2020)の気候 | 中之条(1991-2020)の気候 | 中之条(1991-2020)の気候 | 中之条(1991-2020)の気候 | 中之条(1991-2020)の気候 | 中之条(1991-2020)の気候 | 中之条(1991-2020)の気候 | 中之条(1991-2020)の気候 | 中之条(1991-2020)の気候 | 中之条(1991-2020)の気候 | 中之条(1991-2020)の気候 | 中之条(1991-2020)の気候 | 中之条(1991-2020)の気候 | 中之条(1991-2020)の気候 |
| 月                      | 1月                     | 2月                     | 3月                     | 4月                     | 5月                     | 6月                     | 7月                     | 8月                     | 9月                     | 10月                    | 11月                    | 12月                    | 年                      |
| ----------------------- | ----------------------- | ----------------------- | ----------------------- | ----------------------- | ----------------------- | ----------------------- | ----------------------- | ----------------------- | ----------------------- | ----------------------- | ----------------------- | ----------------------- | ----------------------- |
| 最高気温記録 °C （°F）  | 18.5 (65.3)             | 22.6 (72.7)             | 25.1 (77.2)             | 30.5 (86.9)             | 34.0 (93.2)             | 37.8 (100)              | 37.6 (99.7)             | 38.0 (100.4)            | 37.5 (99.5)             | 31.8 (89.2)             | 24.9 (76.8)             | 21.3 (70.3)             | 38.0 (100.4)            |
| 平均最高気温 °C （°F）  | 7.0 (44.6)              | 7.9 (46.2)              | 11.4 (52.5)             | 17.3 (63.1)             | 22.4 (72.3)             | 25.2 (77.4)             | 29.1 (84.4)             | 30.3 (86.5)             | 25.8 (78.4)             | 20.2 (68.4)             | 14.9 (58.8)             | 9.8 (49.6)              | 18.4 (65.1)             |
| 日平均気温 °C （°F）    | 0.4 (32.7)              | 1.2 (34.2)              | 4.8 (40.6)              | 10.5 (50.9)             | 15.9 (60.6)             | 19.8 (67.6)             | 23.7 (74.7)             | 24.6 (76.3)             | 20.4 (68.7)             | 14.2 (57.6)             | 7.8 (46)                | 2.7 (36.9)              | 12.2 (54)               |
| 平均最低気温 °C （°F）  | −4.6 (23.7)             | −4.1 (24.6)             | −1.0 (30.2)             | 4.1 (39.4)              | 9.8 (49.6)              | 15.3 (59.5)             | 19.7 (67.5)             | 20.6 (69.1)             | 16.4 (61.5)             | 9.5 (49.1)              | 2.4 (36.3)              | −2.3 (27.9)             | 7.2 (45)                |
| 最低気温記録 °C （°F）  | −11.9 (10.6)            | −12.5 (9.5)             | −12.1 (10.2)            | −6.4 (20.5)             | −0.7 (30.7)             | 5.2 (41.4)              | 11.8 (53.2)             | 10.8 (51.4)             | 5.3 (41.5)              | −1.8 (28.8)             | −5.7 (21.7)             | −10.0 (14)              | −12.5 (9.5)             |
| 降水量 mm （inch）      | 33.5 (1.319)            | 31.9 (1.256)            | 64.9 (2.555)            | 79.8 (3.142)            | 106.8 (4.205)           | 157.0 (6.181)           | 185.8 (7.315)           | 196.2 (7.724)           | 213.6 (8.409)           | 134.4 (5.291)           | 51.1 (2.012)            | 29.0 (1.142)            | 1,283.8 (50.543)        |
| 平均月間日照時間        | 176.1                   | 175.4                   | 193.4                   | 187.5                   | 187.5                   | 143.8                   | 143.0                   | 163.8                   | 125.1                   | 142.1                   | 157.0                   | 170.4                   | 1,963.6                 |
| 出典1：気象庁           |                         |                         |                         |                         |                         |                         |                         |                         |                         |                         |                         |                         |                         |
| 出典2：気象庁           |                         |                         |                         |                         |                         |                         |                         |                         |                         |                         |                         |                         |                         |

### 隣接自治体
- 群馬県内
  - 渋川市
  - 利根郡みなかみ町
  - 吾妻郡草津町
  - 同郡高山村
  - 同郡長野原町
  - 同郡東吾妻町
- 新潟県
  - 南魚沼郡湯沢町
- 長野県
  - 下高井郡山ノ内町
  - 上高井郡高山村
  - 下水内郡栄村

### 人口
| |                                          |  |
| 中之条町と全国の年齢別人口分布（2005年） | 中之条町の年齢・男女別人口分布（2005年） |  |
| ■紫色 ― 中之条町 ■緑色 ― 日本全国 | ■青色 ― 男性 ■赤色 ― 女性                |  |
| 中之条町（に相当する地域）の人口の推移 \| 1970年（昭和45年） \| 23,389人 \| \| \| 1975年（昭和50年） \| 22,792人 \| \| \| 1980年（昭和55年） \| 22,618人 \| \| \| 1985年（昭和60年） \| 22,451人 \| \| \| 1990年（平成2年） \| 21,627人 \| \| \| 1995年（平成7年） \| 21,056人 \| \| \| 2000年（平成12年） \| 20,389人 \| \| \| 2005年（平成17年） \| 19,398人 \| \| \| 2010年（平成22年） \| 18,216人 \| \| \| 2015年（平成27年） \| 16,850人 \| \| \| 2020年（令和2年） \| 15,386人 \| \| |                                          |  |
| 総務省統計局 国勢調査より |                                          |  |
| 1970年（昭和45年） | 23,389人                                 |  |
| 1975年（昭和50年） | 22,792人                                 |  |
| 1980年（昭和55年） | 22,618人                                 |  |
| 1985年（昭和60年） | 22,451人                                 |  |
| 1990年（平成2年） | 21,627人                                 |  |
| 1995年（平成7年） | 21,056人                                 |  |
| 2000年（平成12年） | 20,389人                                 |  |
| 2005年（平成17年） | 19,398人                                 |  |
| 2010年（平成22年） | 18,216人                                 |  |
| 2015年（平成27年） | 16,850人                                 |  |
| 2020年（令和2年） | 15,386人                                 |  |

## 歴史

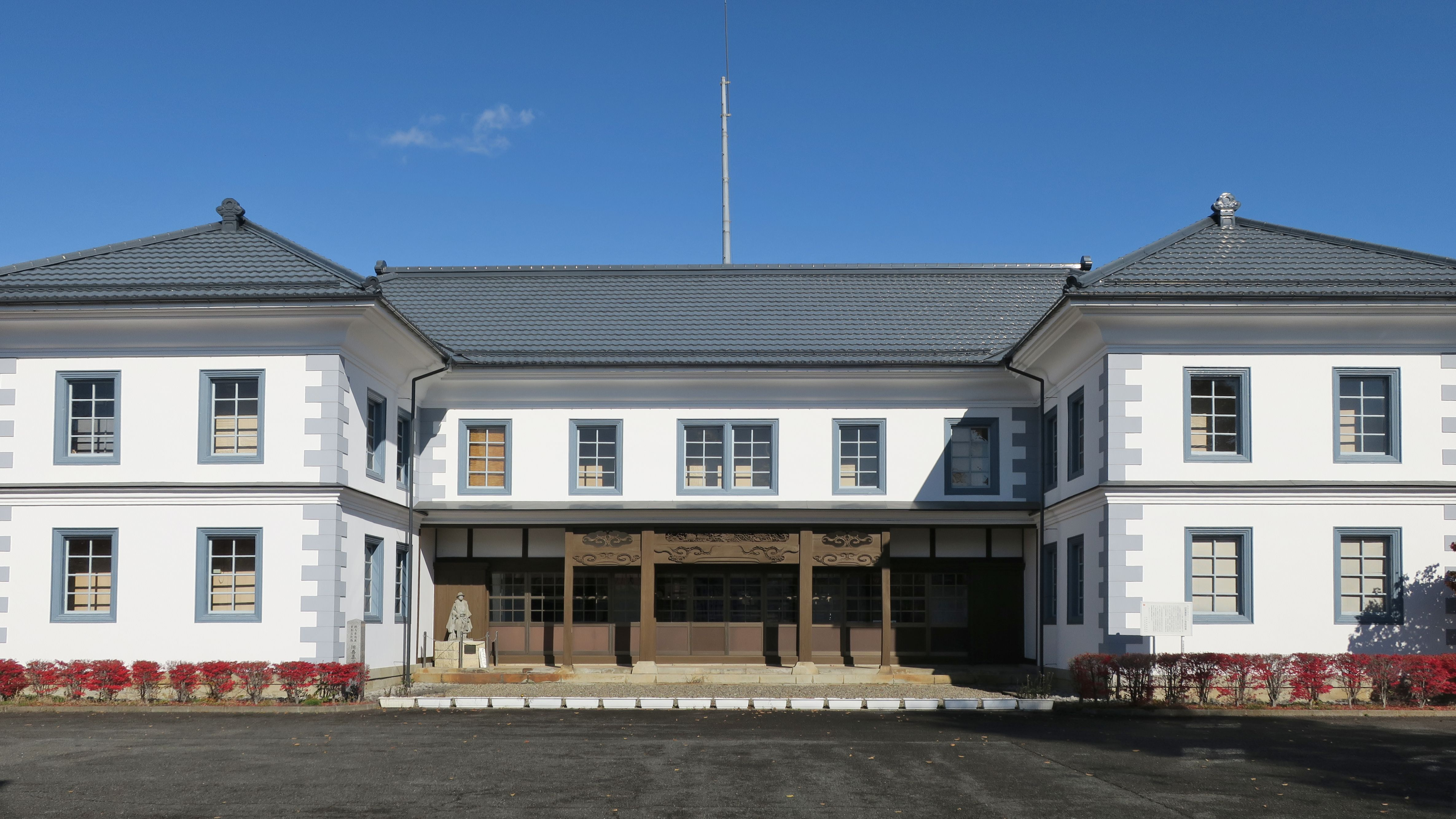
吾妻第三小学校校舎として建設され、その後中之条町役場として使用された、現在の中之条町歴史と民俗の博物館「ミュゼ」

### 町域の変遷
明治5年（1872年）に廃藩置県によって群馬県が誕生、同年施行の大区小区制では「第20大区」（概ね吾妻郡に相当）の一部となる。このうち、旧中之条町一帯は「第5小区」、旧沢田村は「第6小区」、旧名久田村と旧伊参村は「第7小区」と「第8小区」、旧六合村一円は「第11小区」となる。
明治11年（1878年）に大小区制が廃され、郡区町村制に移行すると、現在の中之条町役場の隣に吾妻郡役所が置かれ、小区の役割は町村連合による戸長役場に受け継がれた。当初中之条の旧4小区には9つの戸長役場があったが、明治17年（1884年）の再編成の際に5つとなった。この再編が明治22年（1889年）の新町村発足の基礎となり、中之条町、伊勢町、西中之条村、青山村、市城村が合併し中之条町が誕生した。
昭和28年（1953年）、町村合併促進法が施行され、群馬県は各市町村に合併計画試案を通達した。そのうち、中之条町ブロックは中之条町、沢田村、伊参村、名久田村、高山村の5町村合併案であった。その後の合併推進協議会の結果、高山村の離脱が決定。昭和30年（1955年）4月1日、中之条町、沢田村、伊参村、名久田村の4町村が合併し、新中之条町が誕生した。
この合併に関しては、商工会や地元有志による7町村（5町村＋太田村、東村）、10町村（7町村＋原町、岩島村、坂上村）の大合併構想も存在したが、意見の集約を仕切れなかったことや、動き出すのが遅かったなどの理由で実現しなかった。
平成22年（2010年）3月28日、六合村を編入する。

### 災害史
- 1935年（昭和10年）9月26日 - 群馬県下で台風接近に伴う集中豪雨。中之条町の山間部でも土砂災害や河川の氾濫が多発。四万温泉と沢渡温泉の温泉旅館36戸が流失、一般家屋を含めると51戸が流失した。地域住民のほか入浴客も災害に巻き込まれ、翌9月27日午後9時の時点で死者55人（うち浴客13人）、行方不明者多数という状況となった[4]。

## 地域

### 地域・字

#### 旧吾妻郡中之条町
- 青山（あおやま）
- 赤坂（あかさか）
- 蟻川（ありがわ）
- 伊勢町（いせまち）
- 市城（いちしろ）
- 岩本（いわもと）
- 大塚（おおづか）
- 折田（おりだ）
- 上沢渡（かみさわたり）
- 五反田（ごたんだ）
- 四万（しま）
- 下沢渡（しもさわたり）
- 平（たいら）
- 大道（だいどう）
- 栃窪（とちくぼ）
- 中之条町（なかのじょうまち）
- 西中之条（にしなかのじょう）
- 山田（やまだ）
- 横尾（よこお）

#### 旧吾妻郡六合村
- 赤岩（あかいわ）
- 入山（いりやま）
- 太子（おおし）
- 小雨（こさめ）
- 生須（なます）
- 日影（ひかげ）

### 市外局番
町内全域が0279である。ただし、2010年の六合村編入前の中之条町区域が渋川MA、旧六合村区域（赤岩、入山、太子、小雨、生須および日影）は長野原MAでエリアが異なるため、相互の通話には市外局番からのダイヤルが必要。

### 郵便
郵便番号ごとの集配区は以下の通り。
- 中之条郵便局：「377-04xx」、「377-06xx」
- 沢渡郵便局：「377-05xx」
- 長野原郵便局（長野原町内）：「377-13xx」
- 草津郵便局（草津町内）：「377-17xx」

## 行政・立法
- 町長：外丸茂樹

### 歴代町長
旧中之条町
- 初代 根岸善作
- 2代 田中甚平
- 3代 桑原竹治郎
- 4代 木暮茂八郎
- 5代 田村喜八
- 6代 柳田阿三郎（第1期）
- 7代 山田金伝次
- 8代 蟻川七郎次
- 9代 町田儀平（大正2年（1913年）2月 - ）
- 10代 町田歸一（大正3年（1914年）1月 - ）
- 11代 中沢祥平（大正4年（1915年）12月 - ）
- 12代 柳田阿三郎（第2期、大正6年（1917年）1月 - ）
- 13代 田村喜八（第2期、大正10年（1921年）1月 - ）
- 14代 町田崇山（第1・2期、大正14年（1924年）1月 - ）
- 15代 小板橋菱三郎（昭和5年（1930年）1月 - ）
- 16代 伊能八平（第1・2期、昭和6年（1931年）3月 - ）
- 17代 剣持真平（昭和11年（1936年）5月 - ）
- 18代 桑原雄一郎（昭和14年（1939年）5月 - ）
- 19代 町田崇山（第3期、昭和15年（1940年）5月 - ）
- 20代 蟻川潔（昭和17年（1942年）6月 - ）
- 21代 木暮壽雄（昭和19年（1944年）11月 - ）
- 22代 小池遵正（昭和21年（1946年）10月 - ）
- 23代 福田豊三郎（昭和26年（1951年）4月 - ）

新中之条町
- 初代 伊能八平（第3期、昭和30年（1955年）4月 - ）
- 2代 町田浩蔵（第1・2期、昭和35年（1960年）1月 - ）
- 3代 福島真一（第1 - 4期、昭和43年（1968年）1月 - ）
- 4代 宮崎太一郎（第1 - 3期、昭和59年（1984年）1月 - ）
- 5代 小渕光平（第1・2期、平成8年（1996年）1月 - ）
- 6代 入内島道隆（第1・2期、平成16年（2004年）1月 - ）
- 7代 折田謙一郎（平成24年（2012年）1月 - ）
- 8代 伊能正夫（平成26年（2014年）12月 - ）
- 9代 外丸茂樹（令和4年（2022年）11月 - ）

### 広域行政

#### 国の行政機関
- 財務省
  - 国税庁関東信越国税局中之条税務署
- 法務省
  - 東京法務局前橋地方法務局中之条支局

#### 県の行政機関
- 群馬県吾妻行政県税事務所
- 群馬県吾妻保健福祉事務所
- 群馬県吾妻農業事務所
- 群馬県吾妻森林環境事務所
- 群馬県教育委員会吾妻教育事務所
- 群馬県中之条土木事務所

### 県議会
- 選挙区：吾妻郡選挙区
- 定数：2名
- 任期：2023年（令和5年）4月30日 - 2027年（令和9年）4月29日[5]

| 議員名     | 会派名     | 備考 |
| ---------- | ---------- | ---- |
| 入内島道隆 | 自由民主党 |      |
| 水野喜徳   | 自由民主党 |      |

### 衆議院
- 任期 ： 2024年（令和6年）10月27日 - 2028年（令和10年）10月26日（「第50回衆議院議員総選挙」参照）

| 選挙区 | 議員名   | 党派名     | 当選回数 | 備考   |
| --- | -------- | ---------- | -------- | ------ |
| 群馬県第5区（中之条町、渋川市、富岡市、安中市、高崎市〈旧群馬町・箕郷町・榛名町・倉渕村域〉、北群馬郡、甘楽郡、吾妻郡） | 小渕優子 | 自由民主党 | 9        | 選挙区 |

## 警察
- 吾妻警察署

## 消防
- 吾妻広域消防本部　東部消防署
  - 中之条分署（吾妻郡中之条町伊勢町564-1）

## 都市提携
- 千葉県大網白里市
  - 1979年（昭和54年）2月23日：当時の大網白里町と姉妹町締結。
  - 2006年（平成18年）10月10日：災害時相互応援協定締結。
- 東京都北区
  - 1995年（平成7年）10月21日：災害時相互応援協定締結。
  - 1997年（平成9年）4月19日：友好都市交流協定締結。

## 経済

### 農業
中山間地域が多く大規模農業に向かないため、基本的には各種野菜やリンゴの栽培など、山間の小規模農業がメインとなっている。旧六合村地区においては花卉栽培も盛んで花卉市場において「六合の花」という独自のブランドを確立している。

### 商業
かつての駅前商店街は後継者不足により担い手がいなくなり、更地にしての駐車場整備などの再開発が進められている。
駅南にはバイパス道路が完成したのを期に企業の誘致活動や広報活動、路面整備を行い賑わいを取り戻そうとしているが、隣接する東吾妻町のロードサイド店舗などに買い物客が流れるストロー現象も起きている。
一方で、町役場近くに観光拠点および小規模テナント群が入るTSUMUJIが建設され、ここを拠点とした町中心街の移転と周辺商店街の活性化、および集客に努めているが、周辺も空き店舗は増加傾向にある。中之条ビエンナーレなどでの展示場になるなど空き店舗の再利用が促進されているが、一過性のものであり、恒常的な活性化には繋がっていない。
四万温泉街、沢渡温泉街はともに観光街としてそれなりの賑わいをみせている。四万温泉街は往路の歩道不足及び駐車場不足に対応するため工事が行われている。沢渡温泉街は近隣の温泉街（草津温泉、四万温泉、万座温泉など）と比較して知名度が低いことがネックとなっている。

## 教育
教育施設として高等学校2校、中学校3校、小学校2校、特別支援学校1校が所在する。
吾妻中央高校（前中之条高校）は、前身の中之条農業学校時代は群馬県の農業教育の中心であった。農業科では春先には苗の即売を行い、夏から秋にかけては敷地内で収穫した野菜を近隣住民に行商している。
中学校は、中之条中学校と六合中学校、白根開善学校中等部があり、中之条中学校は中学駅伝の名門として知られ、全国大会での優勝経験もある。学校目標は、自主自立である。

### 高等学校
- 県立
  - 群馬県立吾妻中央高等学校
- 私立
  - 白根開善学校高等部

#### 廃校
- 県立
  - 群馬県立中之条高等学校（2018年群馬県立吾妻高等学校と統合し、群馬県立吾妻中央高等学校へ）

### 中学校
- 中之条町立中之条中学校
- 中之条町立六合中学校
- 白根開善学校中等部

### 小学校
- 中之条町立中之条小学校
- 中之条町立六合小学校

### 特別支援学校
- 群馬県立吾妻特別支援学校(小中学部)

### 廃校
- 中之条町立中之条第一中学校（1988年統合により中之条町立中之条中学校中之条教場となり、1990年完全統合）
- 中之条町立中之条第四中学校（1988年中之条中伊参教場となり、1990年完全統合）
- 中之条町立中之条第五中学校（1988年中之条中名久田教場となり、1990年完全統合）
- 中之条町立第二小学校（明治6年沢渡学校として宗本寺に開校。昭和30年町村合併により沢田村立沢田小学校から改称。昭和41年中之条町立沢田小学校から改称。平成17年第三小学校と統合され閉校。）
- 中之条町立第三小学校（昭和25年沢田村立沢田小学校第四分校から改称する形で改称。昭和30年町村合併により沢田村立四万小中学校から改称。昭和41年中之条町立四万小中学校から改称。昭和52年西中学校開校に伴い単独小学校となり中之条町立第三小中学校から改称。平成17年第二小学校と統合され閉校。）
- 中之条町立西中学校（平成26年度より中之条中学校へ統合され、廃校となった。）
- 中之条町立沢田小学校 - 旧第二小学校と旧第三小学校の統合により沢田小学校となる。（平成27年度に中之条小学校へ統合され廃校）
- 中之条町立伊参小学校（平成25年度に中之条小学校へ統合され廃校）
- 中之条町立名久田小学校（明治23年平小学校、横尾小学校、大塚小学校が統合される形で開校。昭和30年町村合併により名久田村立名久田小学校から改称。昭和41年中之条町立名久田小学校から改称。平成17年中之条町立第五小学校から改称。
- 群馬県立中之条高等学校（平成30年度に吾妻高校と統合し吾妻中央高校へ）

## 交通

### 鉄道
- 東日本旅客鉄道
  - 吾妻線：中之条駅 - 市城駅

### バス

#### 路線バス
- 関越交通
- 中之条町営バス （長野原草津口駅～花敷温泉～野反湖）
- たかやまバス （原町ベイシア～中之条駅～中山本宿）

#### 高速バス
- 高速バス上州ゆめぐり号（東京駅JRバスターミナル・バスタ新宿～渋川駅・伊香保温泉・中之条駅入口・草津温泉）（JRバス関東が運行）
- 高速バス四万温泉号（東雲車庫・東京駅八重洲通り・川越駅西口～渋川駅・中之条駅入口・四万温泉）（関越交通が運行）
- 高速バス「吉祥寺～草津温泉線」（吉祥寺駅北口～渋川駅・中之条駅入口・草津温泉）（関越交通・関東バスが運行）
- 高速バス高崎・伊香保・四万温泉号八王子線（京王八王子駅・JR八王子駅北口・高崎駅東口～渋川駅・伊香保温泉・中之条駅入口・四万温泉）（関越交通・西東京バスが運行）
- 高速バス伊香保四万温泉号羽田線（羽田エアポートガーデン・東京駅JRバスターミナル～渋川駅・伊香保温泉・中之条駅入口・四万温泉）（関越交通が運行）

### 道路
国道
- 国道145号
- 国道292号
- 国道353号
- 国道405号

主要地方道
- 群馬県道53号中之条湯河原線
- 群馬県道55号中之条草津線
- 群馬県道58号中之条東吾妻線

その他の県道
- 群馬県道231号大道横尾線
- 群馬県道232号植栗伊勢線
- 群馬県道234号下沢渡原町線
- 群馬県道236号中之条停車場線
- 群馬県道239号四万温泉線
- 群馬県道240号新巻市城線

## 観光

### 名所・旧跡
- 四万温泉（国民保養温泉地）
- 日向見薬師堂（重要文化財）
- 沢渡温泉
- 中之条町歴史と民俗の博物館「ミュゼ」
- 中之条ガーデンズ
- 中之条山の上庭園
- 離山句碑公園
- 中之条ダム（四万湖）
- 四万川ダム（奥四万湖）
- 蝦蟆渓谷
- 四万の甌穴
- 旧太子駅
- 野反ダム（野反湖）
- 尻焼温泉
- 花敷温泉
- 六合赤岩（重要伝統的建造物群保存地区）

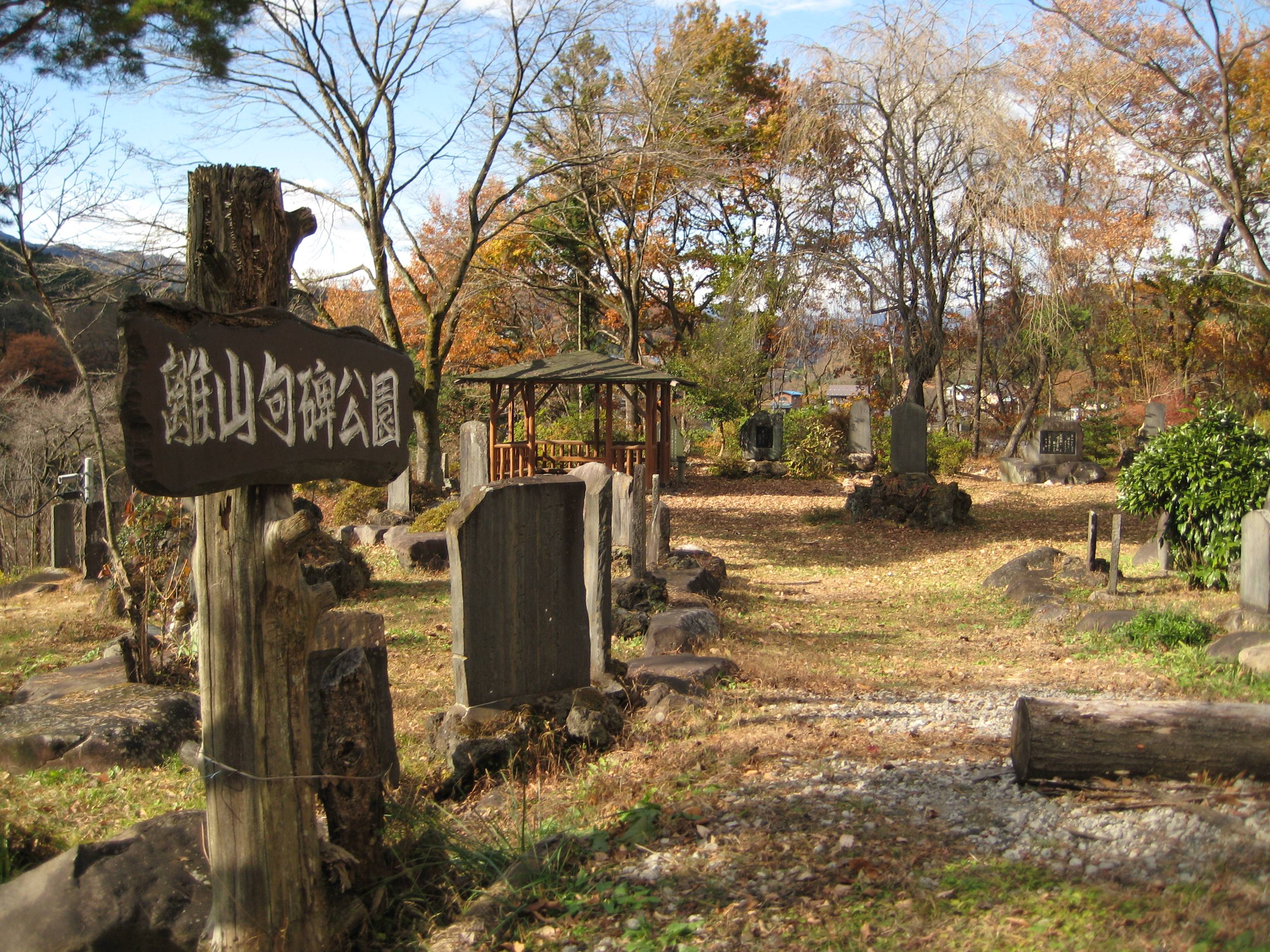
離山句碑公園

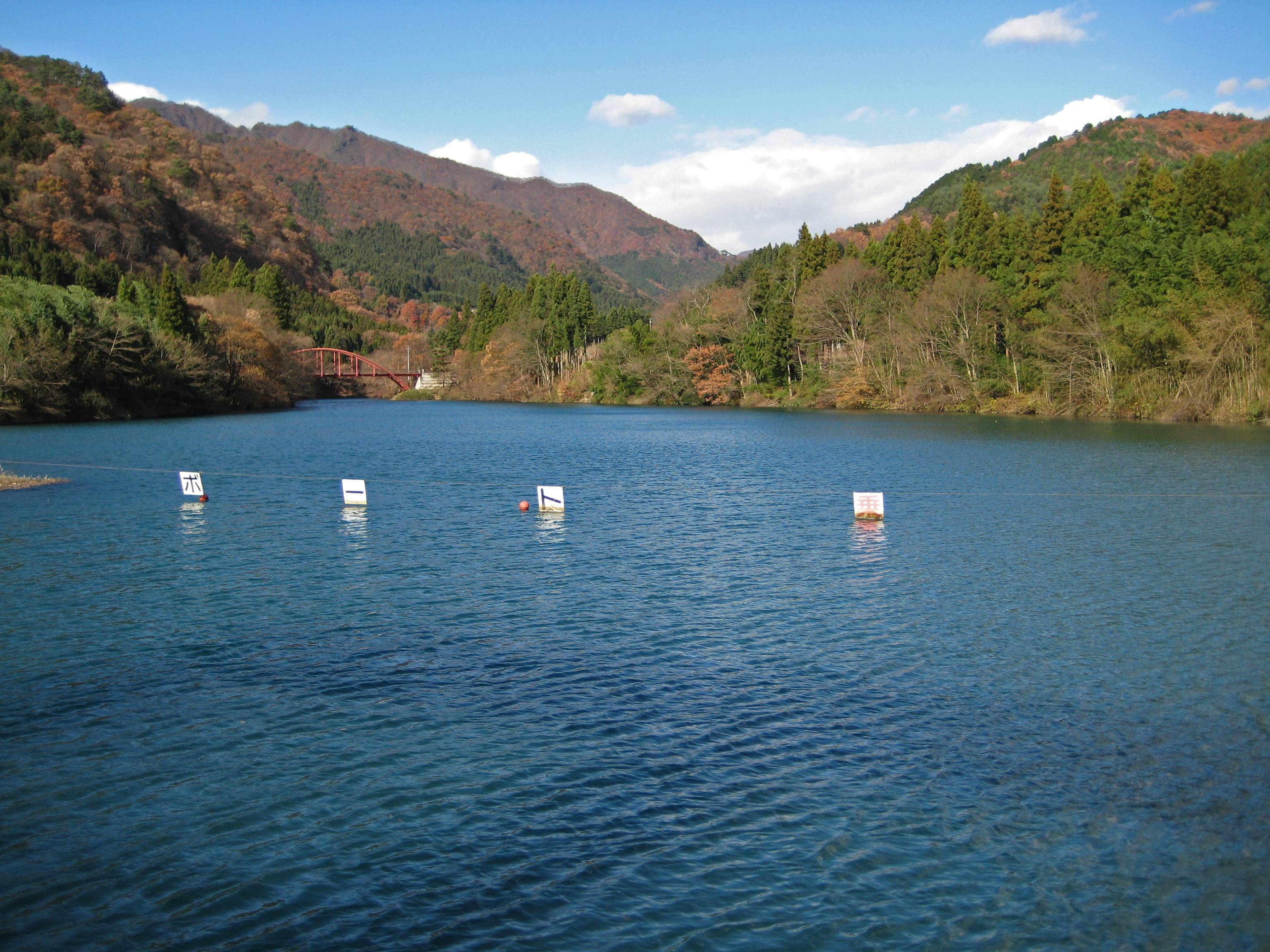
四万湖

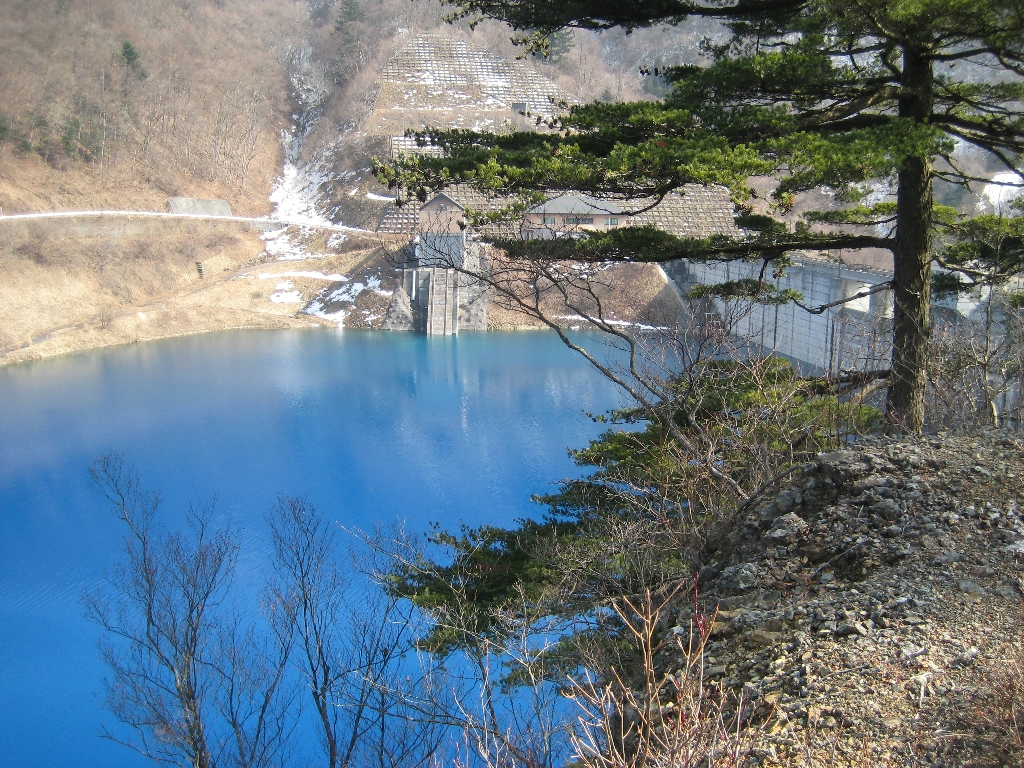
奥四万湖

- 芳ヶ平湿地群（ラムサール条約湿地、2015年5月29日登録）
- チャツボミゴケ公園
- 大塚温泉
- 伊参スタジオ公園（旧・中之条町立第四中学校校舎）

### 祭事・催事
- 中之条祇園祭
- 伊勢町祇園祭
- 鳥追い祭（1月14日）
- 上州白久保のお茶講 （重要無形民俗文化財）
- 牧水まつり（10月20日）
- 中之条ビエンナーレ

## 出身著名人

小渕恵三像

- 伊能芳雄 - 群馬県知事、官選長野県知事、参議院議員
- 小渕恵三 - 第84代内閣総理大臣、第121代外務大臣、第49代内閣官房長官、第27代総理府総務長官、第31代自由民主党幹事長
- 小渕優子 - 衆議院議員・本籍のみ。小渕恵三の娘
- 小渕光平 - 衆議院議員・光山社創業者。小渕恵三の父
- 小渕光平 (2代目) - 中之条町長。小渕恵三の兄
- 小渕岩太郎 - 実業家
- 小池善吉 - 歴史学者
- 三遊亭左圓馬 - 落語家
- 関俊治 - 随筆家・文芸評論家
- 関太 - お笑いタレント、タイムマシーン3号
- 玉風福太郎 - 昭和期の大相撲力士、元十両
- 田村吉康 - 画家、漫画家、イラストレーター
- 堀川とんこう - 映画監督
- 村杉蝉之介 - 俳優
- 割田康彦 - 作曲家、作詞家、編曲家、音楽プロデューサー、ラジオパーソナリティー

## 公式イメージソング『なかのじょうのうた』
中之条町出身の音楽プロデューサー・作曲家の割田康彦が同町からの依頼を受け、2011年5月「なかのじょうのうた」を作詞・作曲した。同年8月2日、歌手Ryu Mihoによる「Nostalgic Flavor Version」「Bossa Nova Flavor Version」を都内スタジオにて録音、同年8月20日に中之条ビエンナーレ2011前夜祭「夜光市」にて発表した。同年12月10日、中之条ツインプラザにて「中之条町民全世代による即席合唱団（有志152名）」による「 THE VOECES of NAKANOJO Version」を録音した。
2012年3月20日、全7バージョンを収録したCD『なかのじょうのうた』が発売された。中之条町の全戸にCD1枚ずつを配布（中之条町役場・つむじにて1枚500円で販売開始）。
- 公式イメージソング「なかのじょうのうた」について

### 『なかのじょうのうた』プロモーション映像
- 映像01『なかのじょうのうた』Nostalgic Flavor（望郷篇）
- 映像02『なかのじょうのうた』Bossa Nova Flavor（ドライヴウェイ篇）
- 映像03『なかのじょうのうた』中之条町民全世代による即席合唱団（ドキュメント映像）